# Lijst van Russische automerken
Hieronder een lijst van bestaande en niet meer bestaande Russische automerken.
- AMO
- Aurus
- Axai
- Becos
- Breitigam, ook wel Ivan
- Bromley
- BTAZ, ook wel Prombron
- Tsjepoerin
- Dux, of Duxmobil
- Feitelberg
- Filippov
- Frese
- GAZ
- Iljin, ook wel Russo-Buire
- IZj
- Joesjkov
- Korvensuu (gebouwd in wat tegenwoordig Finland is)
- Koelak
- Koezmin
- Lebed
- Lessner, ook wel Daimler Loutzki
- Leutner, ook wel Rossija
- Lidtke, ook wel Union
- KMZ, ook wel K-1-G
- K.I.M.
- L-1
- Lada, ook wel VAZ
- Moskvitsj, ook wel Aleko
- N.A.M.I.
- N.A.T.I.
- Materikin, ook wel Samokat
- M.M.E.
- Oldenboergski
- Orjol, ook wel Chroestsjov
- Poezanov, ook wel Bolleje-Poez
- Poezyrjov, ook wel RAZIPP
- Romanov
- Roesski Austin
- Russo-Baltique
- Semenovski & Goch
- SMZ
- Starley-Psycho
- Sverdlov
- Tichonov
- Wolga
- Jakovlev & Frese
- Jakovlev & Lidtke
- Jakovlev
- UAZ
- Ultramobil
- ZAZ, ook wel Zaporozjets
- ZiS, later ZiL